# 英国铁路18000号机车
英国铁路18000号机车（英语：British Rail 18000）是英国铁路所使用的一型实验型干线电力传动燃气涡轮机车，制造商是瑞士的布朗-博韦里股份公司。1946年由大西部铁路（英国铁路的前身之一）下单，1949年交付英国铁路（此时大西部铁路已并入英国铁路）。该型机车是英国铁路所使用的第1型燃气涡轮机车。其运行期间在英國鐵路西部地區牵引由伦敦帕丁顿车站始发的特快旅客列车。

## 概述
大西部铁路选择燃气涡轮机车的原因在于当时柴油机车的功率无法用于单机牵引。当时的“大西部铁路6000型蒸汽机车”功率约为2,500匹馬力（1,900千瓦特） 。而同时代的“伦敦、米德兰和苏格兰铁路10000号柴油机车”功率仅为1,600匹馬力（1,200千瓦特），经传输损耗后仅为1,300匹馬力（970千瓦特）。因而上述柴油机车的双机牵引才能相当于“大西部铁路6000型蒸汽机车”单机牵引。

“英国铁路18000号机车”国际铁路联盟轴式为A1A-A1A，所使用的燃气轮机可提供2,500匹馬力（1,900千瓦特）的牵引功率，机车重117吨，最大运营速度为145千米/小时。该机车在英国铁路服役期间曾使用黑底银腰线涂装，那时机车上的编号数字也为银色。

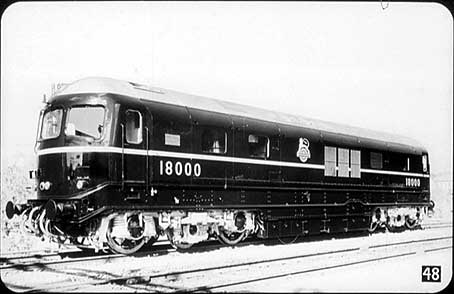
1951年时的英国铁路18000号机车。

## 技术说明

### 燃气轮机
该机车所使用的燃气轮机是布朗-博韦里股份公司的产品。这是一型涡轮轴发动机，但与现代的自由涡轮不同的是，它只有一个涡轮来驱动压气机和输出轴。为提升能效，其设有一个热交换器（从废气中回收热量），并被设计为使用廉价的重油（也可以燃烧轻油，但只用于启动阶段)。其与燃油蒸汽机车使用相同的燃料。预热的空气离开热交换器后，进入一个大型垂直的燃烧室，燃料在那里被注入并燃烧。

### 辅助柴油发动机
该机车还装有一台辅助柴油发动机，主要用于启动燃气轮机，同时也可在燃气轮机不运行时该辅助柴油发动机还能使机车低速移动。该机车通常是从车库到伦敦帕丁顿车站这一小段路使用柴油发动机，在从伦敦帕丁顿车站出发前几分钟才开启燃气轮机，这样在节约燃料的同时还能将废气和噪音污染降至最低。

### 问题
该机车在使用期间问题不断。重油燃烧产生的残渣会损坏涡轮叶片，燃烧室内壁也反复因损坏而更换。电控系统因过于复杂而不可靠，当时蒸汽机车维保人员转而维护电力设备时也感到困难重重。4台牵引电动机中的一台因故障而被拆除，且未被替换，因而后来该机车只剩3台牵引电动机，故不能全功率输出。其在布里斯托尔圣殿草地站还因热交换器交换端残渣起火导致了热交换器损毁。

### 能效
该机车运行成本远高于之前的预期。在低功率输出时，燃气轮机的能效会显著降低，因此，为了实现较高的能效，燃气轮机机车需要尽可能多地以全功率运行。但即使用于牵引特快旅客列车，也无法做到全时全功率运行，因而其能效依然很差。因使用重油导致积碳现象严重，也会在启动阶段使用更加昂贵的轻油。

## 可靠性
其可靠性达到了预期水平，但其可靠性和能效均未达到可接受的水平。

## 从英国铁路退役后运用
20世纪60年代末，“英国铁路18000号机车”退役，之后在斯温登铁路工厂封存4年。之后重新在欧洲大陆运用超过10年，在此期间该机车不在使用燃气轮机动力，用于国际铁路联盟资助的钢轮于钢轨间关系的研究。1975年，该机车送至维也纳，并室外陈列于维也纳兵工厂机械工程实验楼外。 

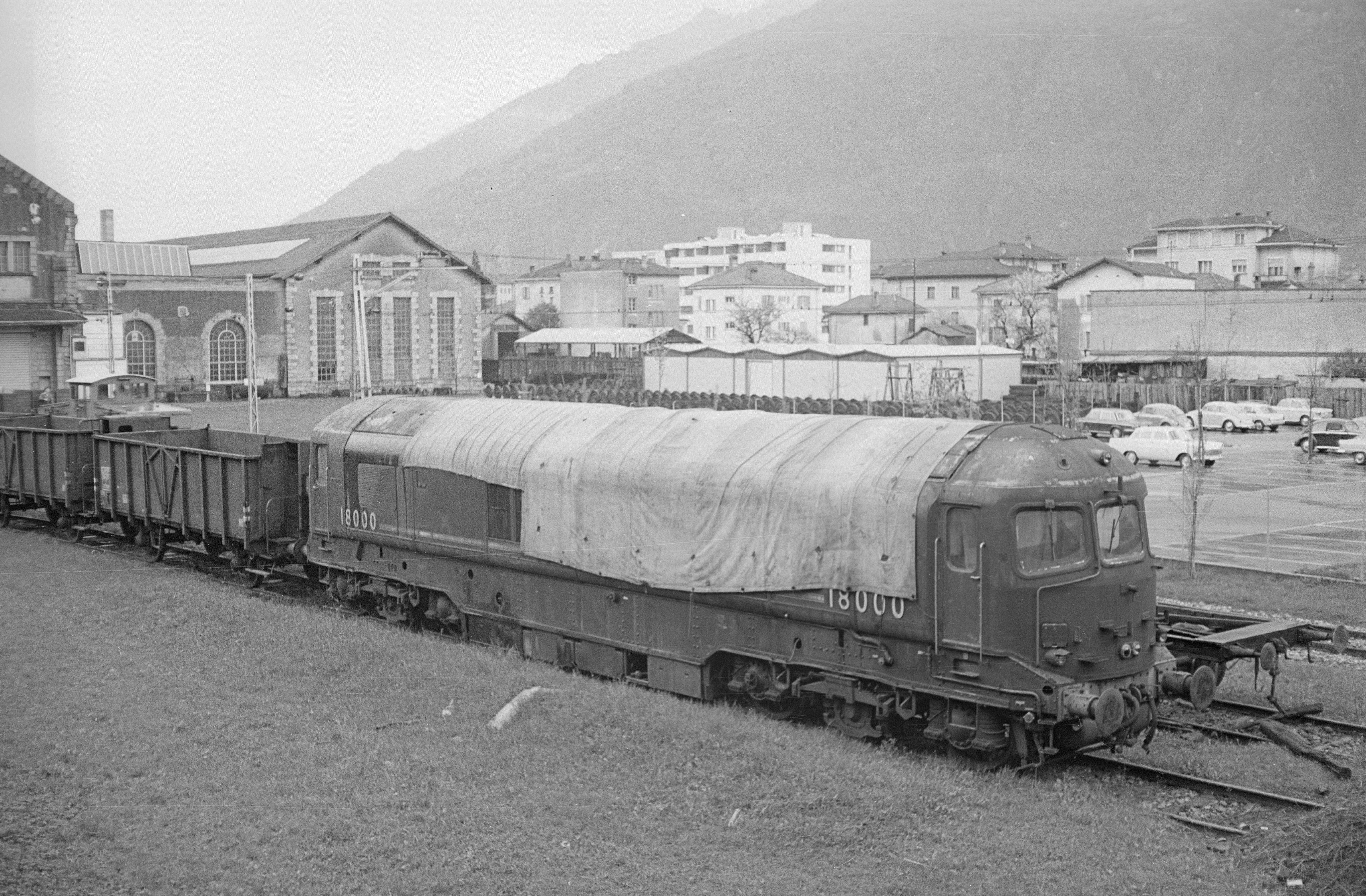
1967年在瑞士贝林佐纳
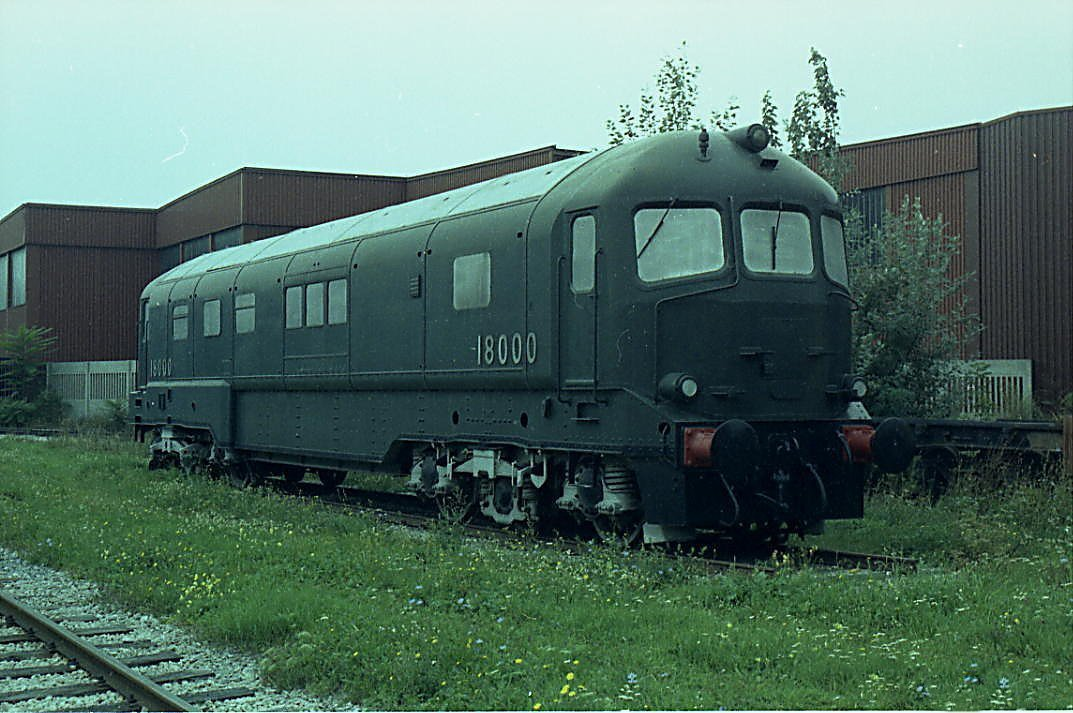
1989年在维也纳。

## 保存
20世纪90年代初，该机车得以妥善保存，其回到英国，并曾在英国克鲁的克鲁遗产中心展出。之后移至位于英国德比郡的巴罗山机车库，并涂上绿色涂装。

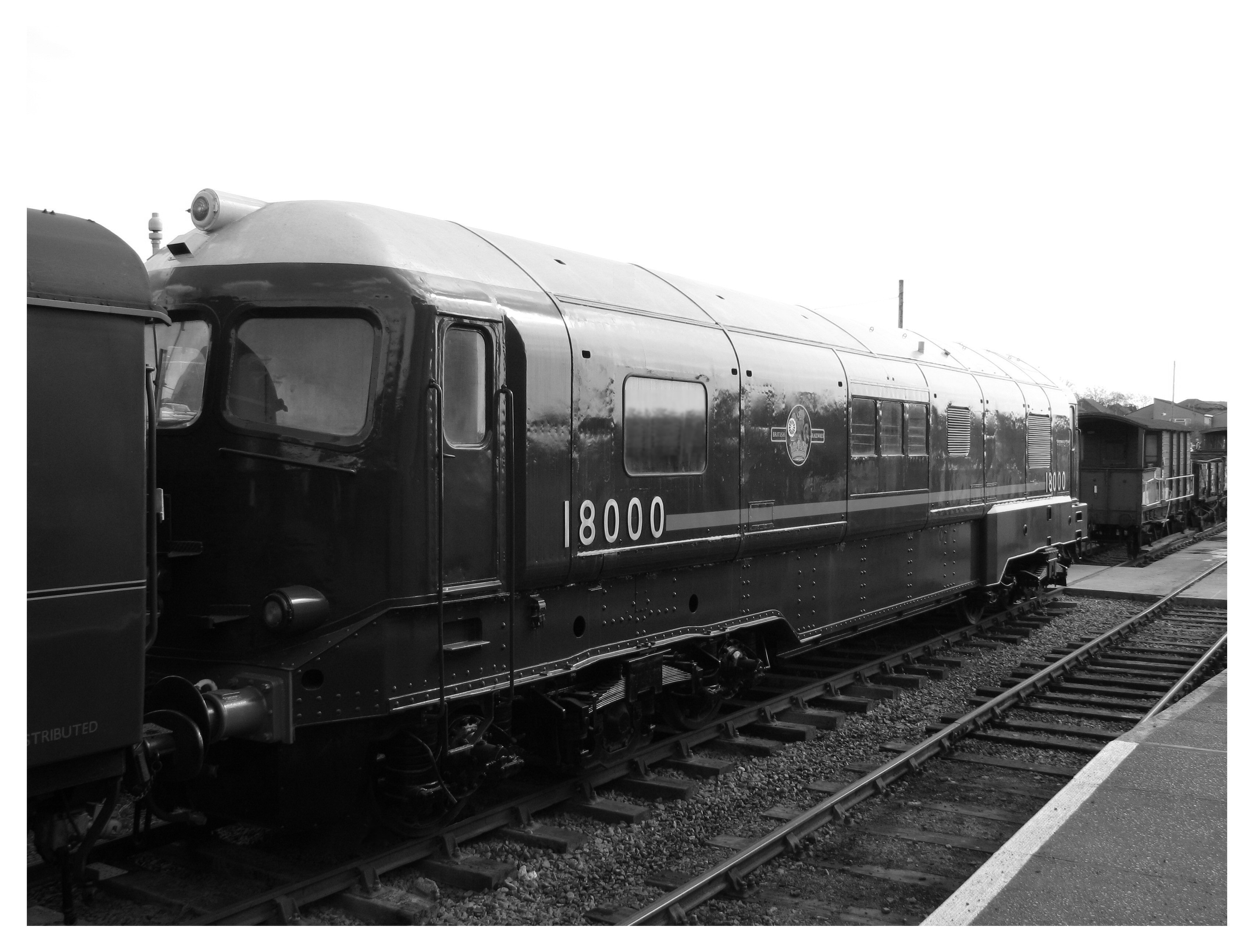
“英国铁路18000号机车”在英国德比郡巴罗山（英语：Barrow Hill, Derbyshire）
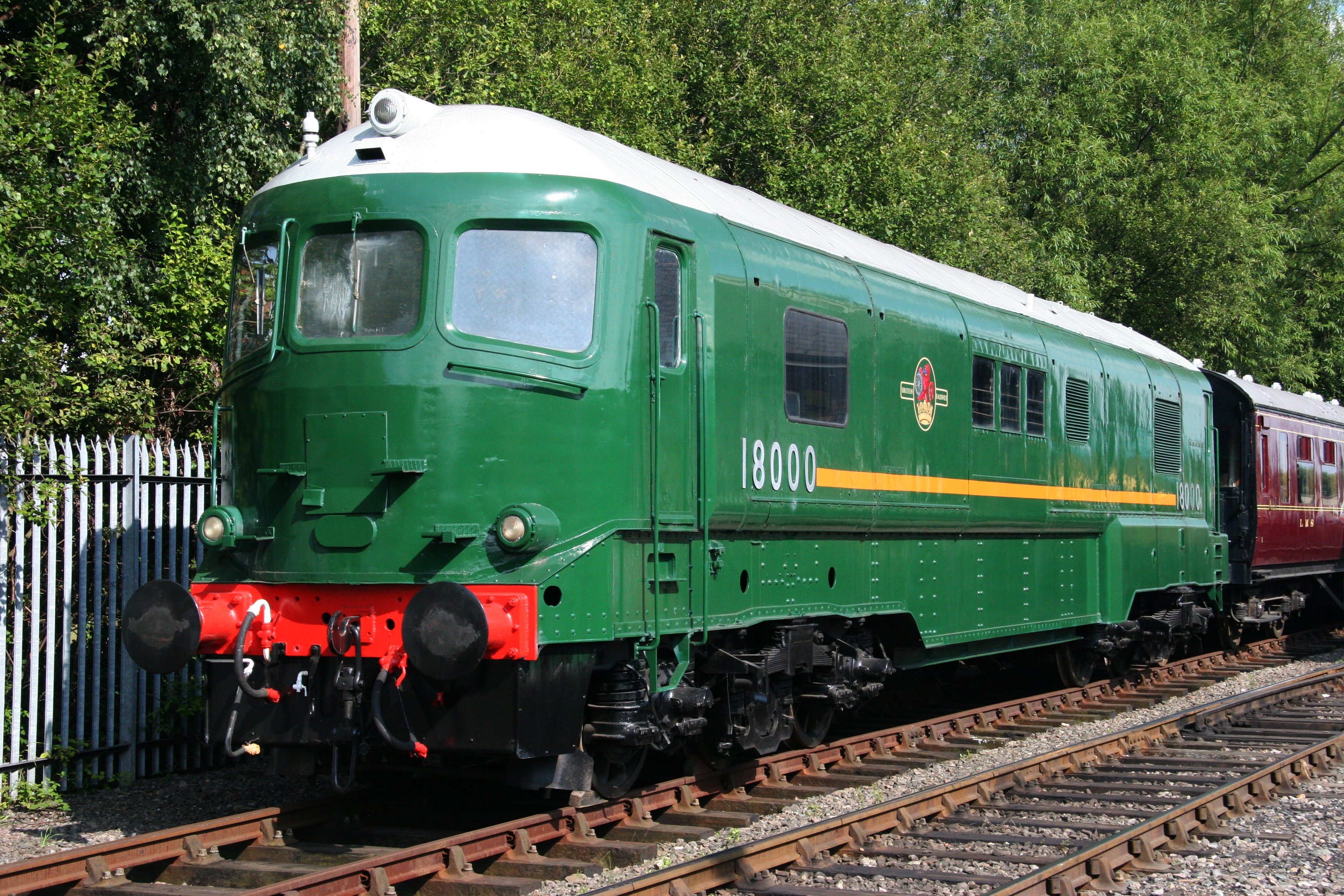
“英国铁路18000号机车”在巴罗山（英语：Barrow Hill, Derbyshire），2009年8月27日拍摄。
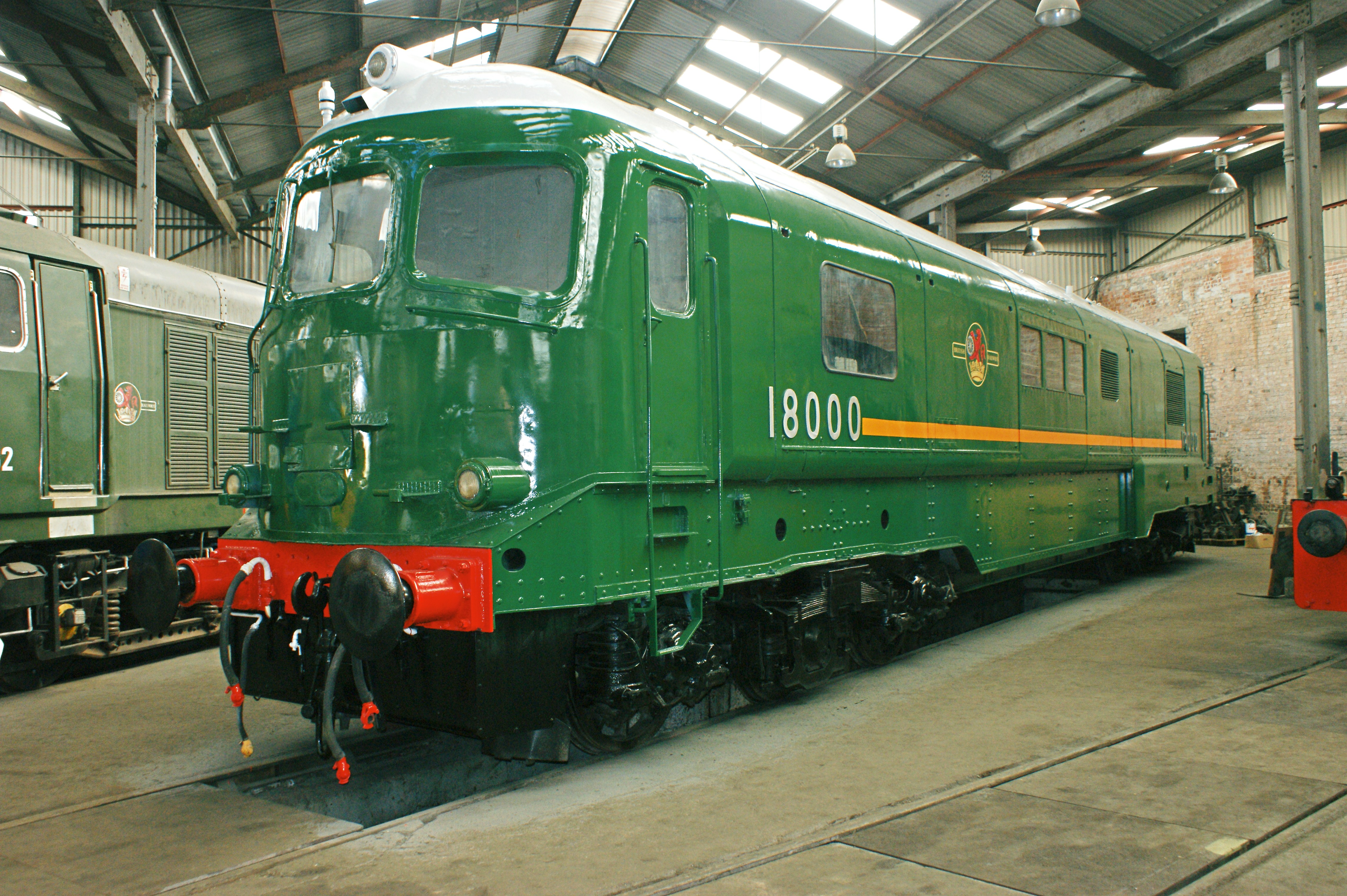
“英国铁路18000号机车”在巴罗山（英语：Barrow Hill, Derbyshire），2008年8月23日拍摄。

### 在格洛斯特郡—伍斯特郡铁路展出
该机车2010年4月中旬运抵格洛斯特郡—伍斯特郡铁路，以准备参加大西部铁路175周年纪念活动，活动时间为2010年5月29日—6月6日，展出形式为静态展出。

### 移至迪德科特铁路中心
此后，该机车移至迪德科特。2011年7月20日到达，迪德科特站以西的铁路站场内，2011年7月29日到达迪德科特铁路中心。该机车所有权现属皮特·沃特曼信托。

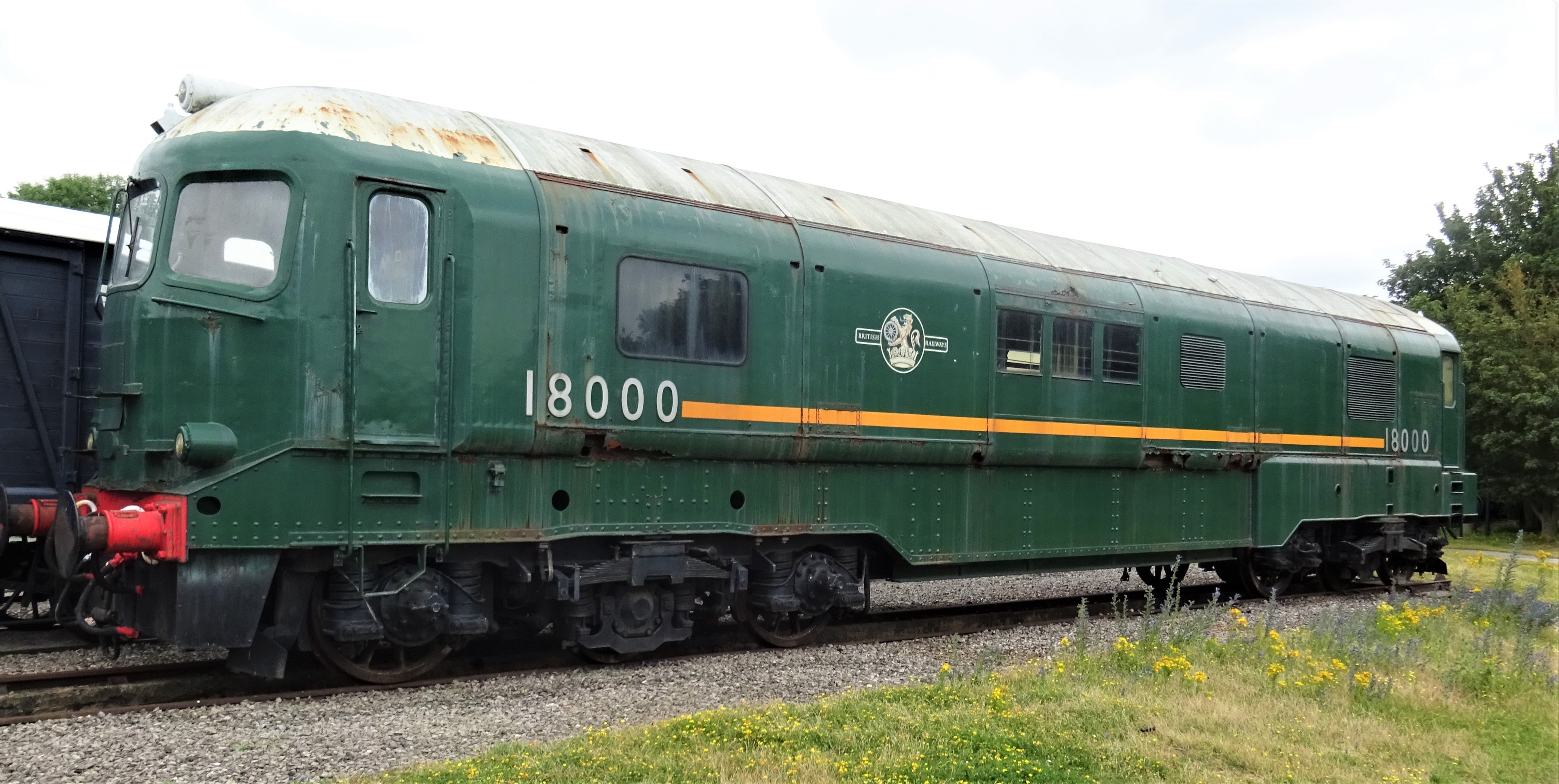
2019年7月13日在迪德科特铁路中心（英语：Didcot Railway Centre）拍摄的“英国铁路18000号机车”之一。
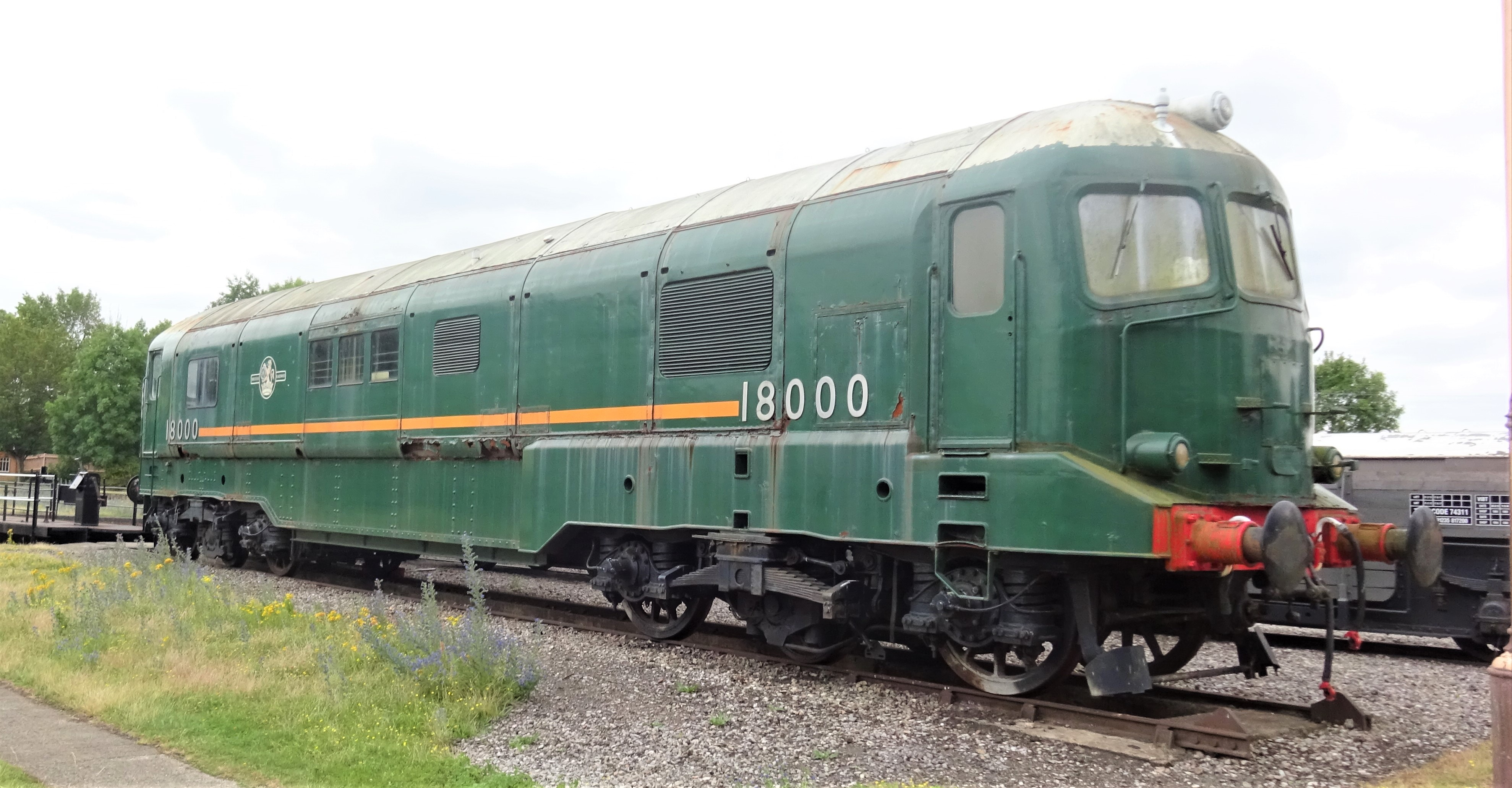
2019年7月13日在迪德科特铁路中心（英语：Didcot Railway Centre）拍摄的“英国铁路18000号机车”之二。
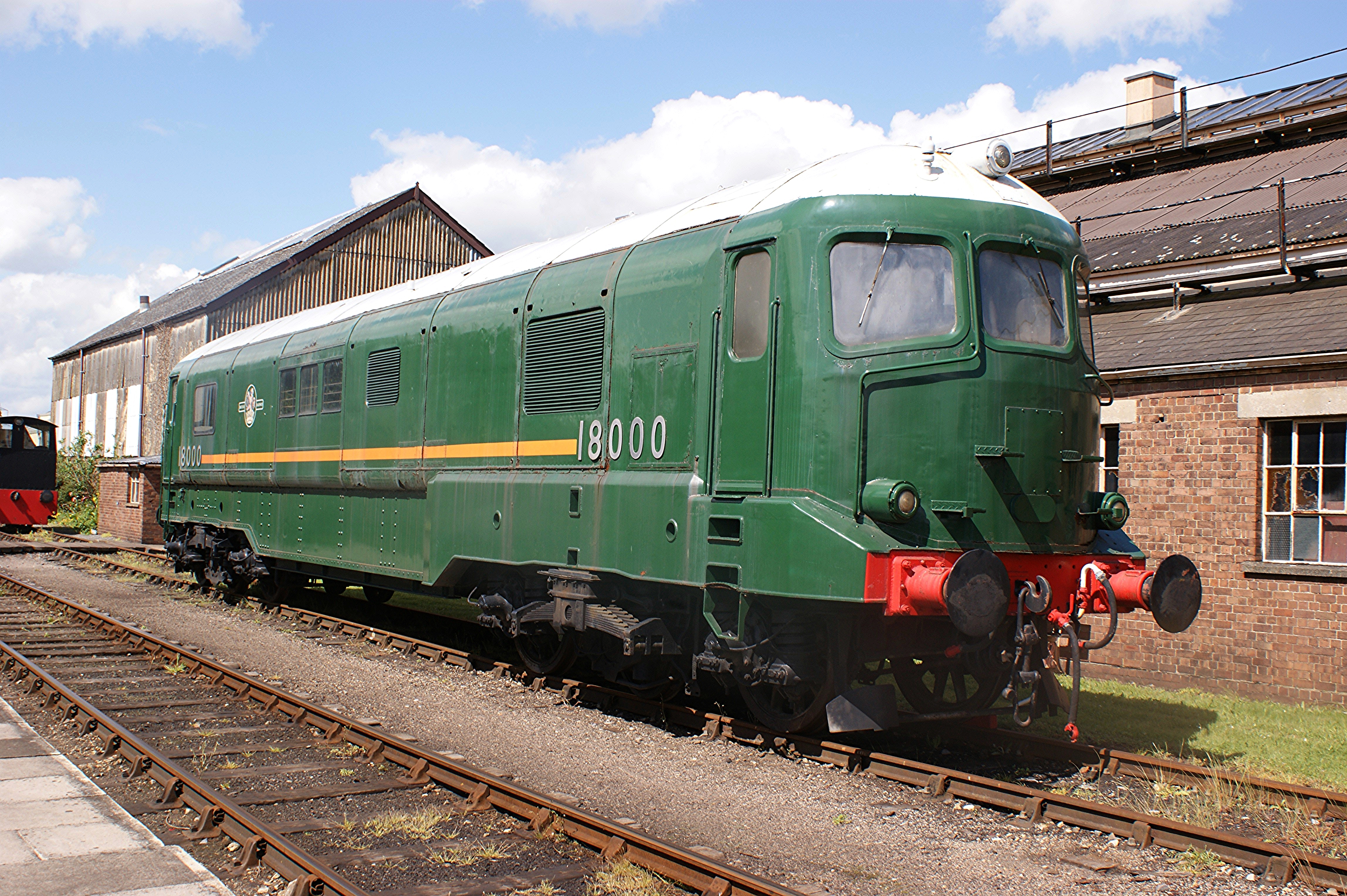
“英国铁路18000号机车”在迪德科特铁路中心（英语：Didcot Railway Centre），2014年6月10日拍摄。
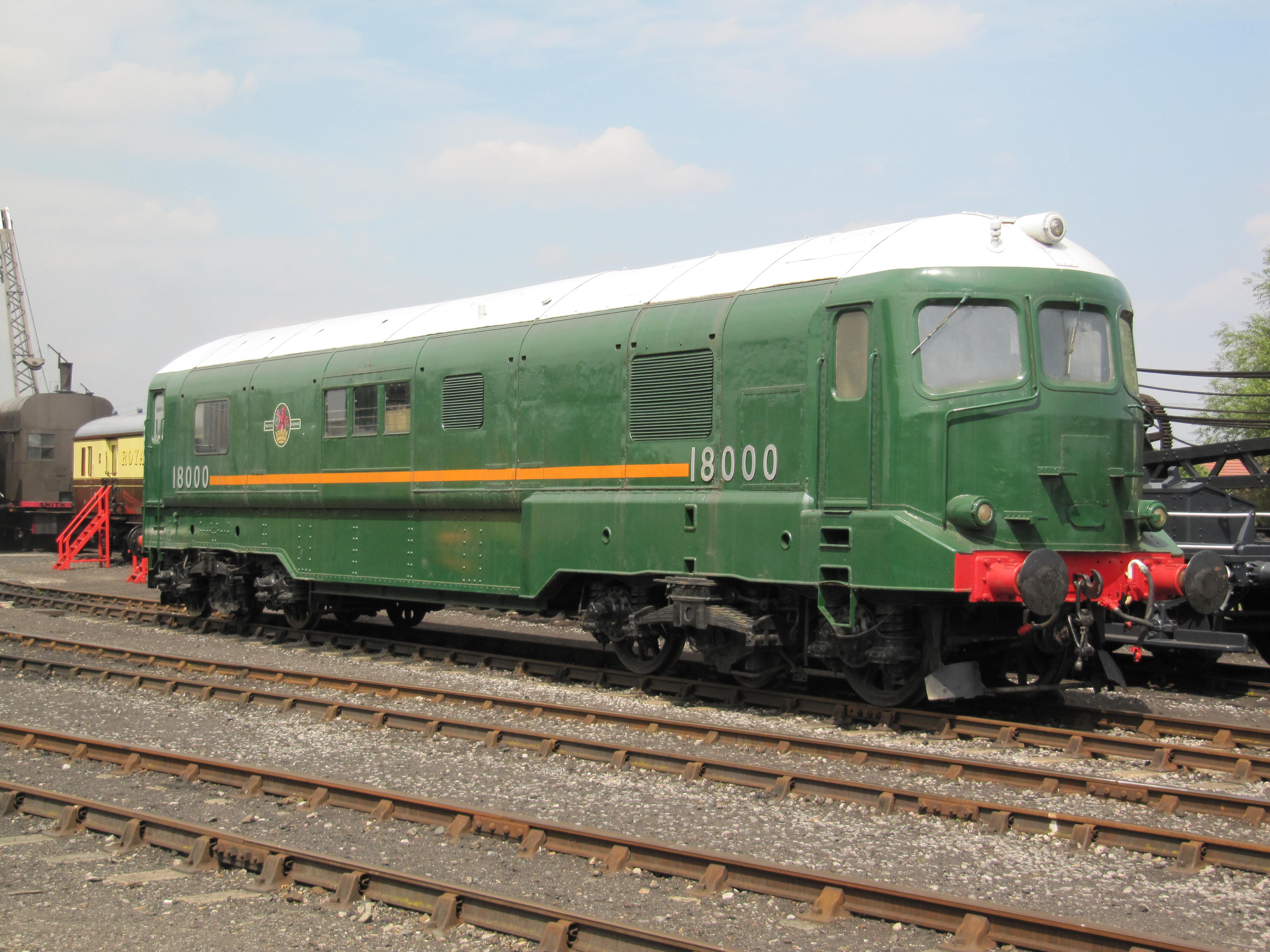
“英国铁路18000号机车”在迪德科特铁路中心（英语：Didcot Railway Centre），2011年7月31日拍摄。

## 模型
模型业者“银狐模型（英语：Silver Fox Models）”曾推出可以跑的OO轨距“英国铁路18000号机车”模型。 此外，另一间名为“谢菲尔德铁路（英语：Rails of Sheffield）”的模型业者计划于2020年推出可以跑的“英国铁路18000号机车”模型。

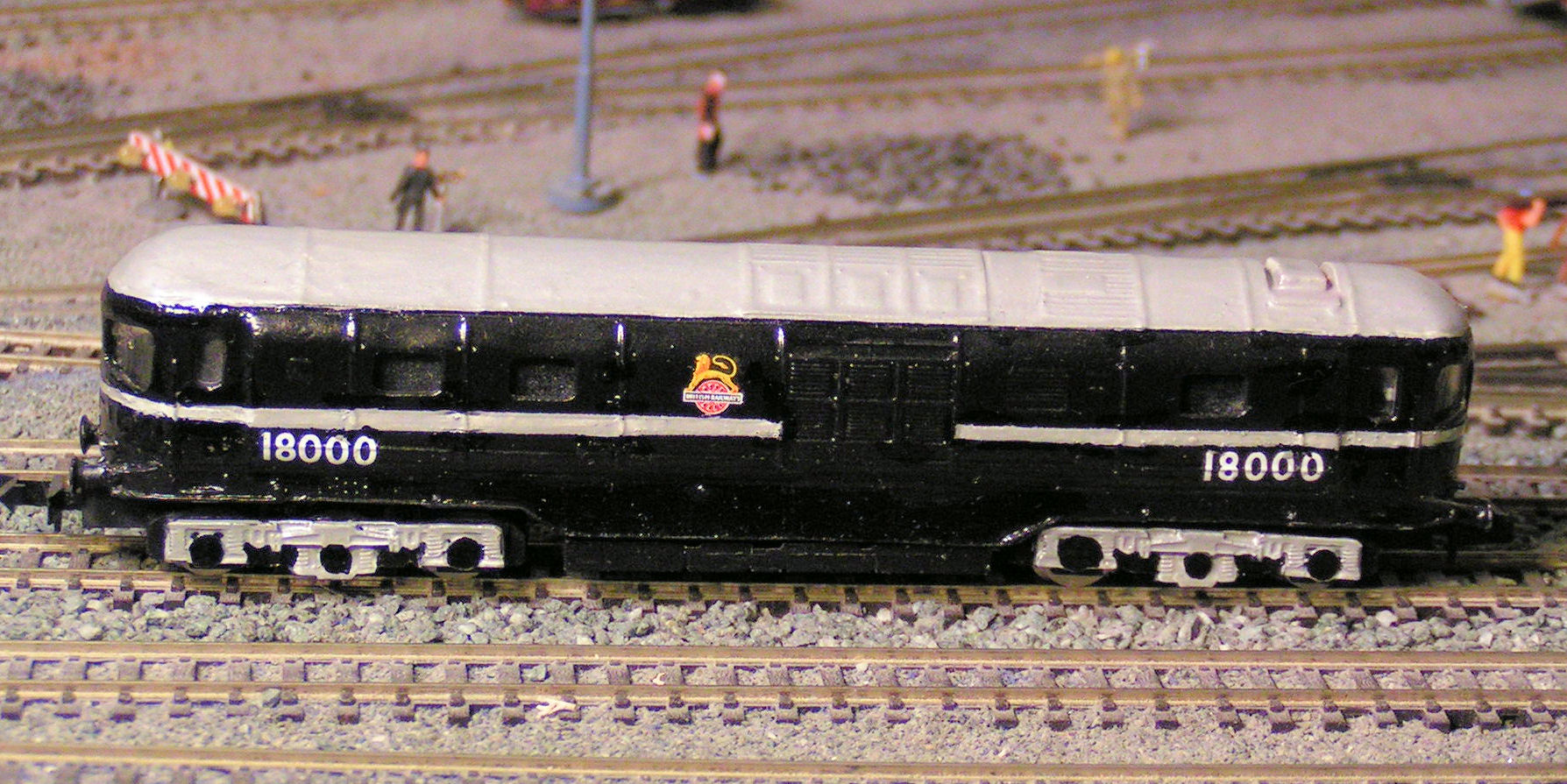
“英国铁路18000号机车”N轨模型。

## “英国铁路18000号机车”和“英国铁路18100号机车”间的对比
英国铁路所使用的第2型实验型燃氣渦輪機車——英国铁路18100号机车，由20世纪40年代由大西部铁路（英国铁路的前身之一）向都城-维克斯公司订购，因二战而延迟交付，1951年才交付英国铁路（此时大西部铁路已并入英国铁路）。下表是“英国铁路18000号机车”和“英国铁路18100号机车”间的对比。
| 参数           | 英国铁路18000号机车         | 英国铁路18100号机车         | 备注     |
| -------------- | --------------------------- | --------------------------- | -------- |
| 重量           | 117吨                       | 131吨                       |          |
| 燃气轮机功率   | 10,300匹馬力（7,700千瓦特） | 9,000匹馬力（6,700千瓦特）  | [ 註 1 ] |
| 压气机吸气功率 | 7,800匹馬力（5,800千瓦特）  | 6,000匹馬力（4,500千瓦特）  | [ 註 1 ] |
| 输出功率       | 2,500匹馬力（1,900千瓦特）  | 3,000匹馬力（2,200千瓦特）  | [ 註 1 ] |
| 发动机数量     | 4台                         | 6台                         |          |
| 牵引功率       | 2,500匹馬力（1,900千瓦特）  | 2,450匹馬力（1,830千瓦特）  | [ 註 2 ] |
| 启动牵引力     | 31,500英磅力（140,000牛頓） | 60,000英磅力（270,000牛頓） |          |